# Gilles Kègle
Gilles Kègle, né le 11 août 1942 à Trois-Rivières au Québec, est un bénévole québécois. Surnommé l'« infirmier de la rue », c'est un bénévole du quartier Saint-Roch de la ville de Québec qui s'occupe des plus démunis et des personnes vivant dans la solitude. Il a reçu plusieurs honneurs officiels pour son dévouement exemplaire.

## Biographie
Gilles Kègle est l’aîné d'une famille de cinq enfants. À sa naissance, le 11 août 1942, son père, Noël Kègle et sa mère, Raymonde Pronovost, habitent la maison des parents de cette dernière à Trois-Rivières au Québec.

## Distinctions et prix
- 1995 : Récipiendaire du Prix Charlotte-Tassé de l'Ordre des infirmières et infirmiers auxiliaires du Québec
- 1999 : Membre de l'ordre du Canada
- 2000 : Récipiendaire du prix de l'Ordre des psychologues du Québec
- 2001 : Récipiendaire du Prix Humanisme de l'Association des médecins psychiatres du Québec
- 2001 : Chevalier de l'Ordre de la Pléiade
- 2011 : Doctorat en psychologie honoris causa de l'Université Laval[4],[5]
- 2019 : Médaille d'honneur de l'Assemblée nationale, 2019[6]
- 2012 : Chevalier de l'ordre national du Québec